# Stolnica svetega Štefana, Sens
Stolnica svetega Štefana (francosko Cathédrale Saint-Étienne de Sens) je katoliška stolnica v Sensu v Burgundiji v vzhodni Franciji. Stolnica, posvečena svetemu Štefanu in je sedež nadškofa Sensa.
To je bila prva stolnica, zgrajena v gotskem slogu (bazilika Saint Denis, druga pionirska gotska stavba, zgrajena približno ob istem času, je bila opatijska cerkev in ne stolnica).  Kor so začeli graditi med letoma 1135 in 1140. Svetišče je bilo posvečeno leta 1164 (papež Aleksander III. posveti), dela pa so se nadaljevala do leta 1176.  Sens je bil prvotno triladijska bazilika brez transepta. Transept kot ga vidimo danes, je bil dodan v začetku 14. stoletja in dokončan še pozneje (in na prelomu stoletja od 15. do 16. stoletja), konec gotskega obdobja, ko so lahko zgradili tako velika okna.
Stolnica je nacionalni spomenik Francije. Struktura je bila dokončana v 16. stoletju. Arhitektura kora je preko arhitekta Viljema iz Sensa vplivala na kor Canterburyjske stolnice.

## Opis
Sens je bil pomemben kraj v 12. stoletju, sedež "primasa Galije" in do 17. stoletja nadrejen pariški škofiji.  Stolnična cerkev je bila zato zgrajena v velikem obsegu po najnovejših porajajočih se gotskih načelih. Glavna ladja je nenavadno široka, cerkev pa je v vseh pogledih večja kot njeni sodobniki v Saint Denisu, Noyonu ali Senlisu. Tloris je preprost in skromno členjen. Glavna ladja je bila v začetku brez transepta, zato sta stranski ladji direktno prešli v ambulatorij (korni obhod). Arkade so zelo visoke in široke, kar dela glavno ladjo bolj prostorno. Eni obočni poli pripadata dva arkadna loka, v galeriji sta nad vsako arkado dve bifori v slepi arkadi, v svetlobnem nadstropju pa dve okni.
Še posebej v spodnjem nadstropju je še precej romansko zasnovana, saj po vsakem paru dveh stebrov sledi močan slop. Nad kapiteli rastejo služniki. Kor v Sensu je iz leta 1140/45 in je bil zgrajen brez prekinitve, 'naenkrat', 1168 pa je bil skoraj zaključen.
Kot je značilno za zgodnjo gotsko arhitekturo, je obok iz šestdelnih obočnih pol, ki presega skromno svetlobno nadstropje z izmeničnimi slopi, na katerih počivajo križna rebra in dvojnimi stebri med oboki, na katerih počiva prečno rebro. Sens je morda prva cerkev, ki je bila tako popolnoma obokana. Triforij se odpre v strešnem prostoru nad arkado stranske ladje in svetlobnim nadstropjem. Evalvacija oz. oblikovanje stene je podobna tisti v Le Mansu, vendar z manj masivnimi stenami. Oporniki so bili prvotno na zunanji strani, v 13. stoletju pa so bili nadomeščeni z novimi. Sens sprva ni imela transepta; med letoma 1490 in 1518 ga je dokončal Martin Chambiges v poznogotskem slogu (Flamboyant ali plamenasti slog). 
Leta 1267 se je južni stolp fasade zrušil in poškodoval. Nato oken niso zvesto obnovili, temveč so jih zamenjali z novimi v skladu z ideali visoke gotike konca 13. stoletja. Veliko okno v sredini in tisto na desno nista iz 1140. Le v levem delu fasade je vidna oblika iz prvotnega obdobja gradnje.
Senska stolnica je v nekaterih pogledih še vedno romanska. Obilje svetlobe tukaj ni postalo vodilno načelo, okna ostajajo relativno majhna.

## Kipi in okras
Zahodna fasada je predrta s tremi portali. V sredini so skulpture, ki predstavljajo prispodobo o desetih devicah in zgodbo sv. Štefana. Desni portal vsebuje dvaindvajset kipcev prerokov, ki so utrpeli precejšnjo škodo. Nad tem portalom se dviga kamnit stolp, okrašen z grbi in s kipi, ki predstavljajo glavne dobrotnike cerkve. Zvonovi v zvoniku, s katerim je stolp zaključen, so v srednjem veku uživali velik ugled; dva, ki sta še vedno na voljo, La Savinienne in La Potentienne, tehtata 15,3 tone in 13,8 tone. Levi portal je okrašen z dvema reliefoma, Liberality in Avarice, pa tudi z zgodbo Janeza Krstnika. Portal na severni strani stolnice je eden najboljših primerov francoskega kiparstva 16. stoletja. Ta na južni strani je okrašen z veličastnim vitražnim oknom z rozeto. Ostala okna iz 12. do 16. stoletja so ohranjena, nekatera od njih predstavljajo legendo o Tomažu Becketu iz Canterburyja.
Med notranjimi značilnostmi so grobnica Ludvika, francoskega dauphina (sin Ludvika XV.) in njegove soproge, Marie-Josèphe Saške, eno izmed del Guillaume Coustouja mlajšega in reliefi, ki predstavljajo prizore iz življenja kardinala Antoine Duprata, francoski kancler in nadškofa Sens od 1525 do 1535. Mavzolej, iz katerega izvirajo, je bil uničen v francoski revoluciji.
Stolnična zakladnica, ena od najbogatejših v Franciji, vsebuje domnevni fragment pravega križa, ki ga je podaril Sensu Karel Veliki in obleke Tomaža Becketa. Zakladnica je del muzeja ob stolnici.
V stolnici v Sensu se je Ludvik IX. Francoski leta 1234 poročil z Margerito Provansalsko in pet let kasneje položil krono iz trnja.

## Mere
- Zunanja dolžina: 122 m
- Notranja dolžina: 113,50 m
- Višina glavne ladje: 24,4 m
- Širina glavne ladje: 15,25 m
- Širina ladje s stranskima ladjama: 27,5 m
- Višina južnega stolpa: 78 m
- Dolžina transepta: 48 m
- Premer rozet: 11 m